# Yarovoie
Yarovoie (Яровое en ruso) es una localidad rusa del krai de Altái localizada a 402 km al oeste de Barnaul. Según el censo de 2010 la población era de 18 605 habs.
La localidad fue fundada en 1943 y alcanzó el estatus de ciudad en 1993.

## Estatus administrativo y municipal
La ciudad fue incorporada con un importante significado administrativo en el krai en un estatus igual que el de otros distritos.
El municipio está integrado en el okrug de Yarovoye.

## Demografía
| 1970   | 1979   | 1989   | 1996   | 2003   | 2008   |
| ------ | ------ | ------ | ------ | ------ | ------ |
| 11 100 | 15 200 | 21 800 | 23 000 | 21 400 | 20 300 |

- Datos: Q198990
- Multimedia: Yarovoye / Q198990